# Eriocharis richardii
Eriocharis richardii är en skalbaggsart som först beskrevs av Dupont 1838.  Eriocharis richardii ingår i släktet Eriocharis och familjen långhorningar. Inga underarter finns listade i Catalogue of Life.